# 장흥 천관사 삼층석탑
장흥 천관사 삼층석탑(長興 天冠寺 三層石塔)은 대한민국 전라남도 장흥군 관산읍에 있는 고려시대의 삼층석탑이다. 1984년 11월 30일 대한민국의 보물 제795호로 지정되었다.

## 개요
천관사는 신라 진흥왕 때 통령화상이 창건한 사찰로, 천관보살을 모셨다 하여 천관사라 하였다. 바닷가에 위치하여 왜구의 침입을 여러차례 겪은 탓에 그 규모가 점차 축소되어 현재는 천관보살을 모셨던 법당만 남아있다. 법당에서 조금 떨어진 오른쪽에 자리잡고 있는 이 탑은 2단의 기단(基壇)위에 3층의 탑신(塔身)이 올려진 고려시대의 탑이다.
탑신을 받치고 있는 기단은 아래·위층 모두 모서리에 기둥 모양의 조각을 본떠 새겨두었다. 탑신은 각 층의 몸돌과 지붕돌을 각각 하나의 돌로 쌓아 올렸으며, 층마다 몸돌의 모서리에 기둥 형태의 조각을 두었다. 지붕돌은 밑면의 받침이 얇게 4단씩이고, 윗면에 흐르는 경사가 아래로 내려올수록 완만하며, 네 귀퉁이에서는 경쾌하게 치켜올라 세련된 느낌을 준다. 탑의 꼭대기에는 머리장식으로 네모난 노반(露盤)과 둥그런 복발(覆鉢)이 한돌에 새겨져 올려져 있다.
전체적으로 비례감이 알맞아 안정감이 느껴지며 단아함을 풍긴다. 기단 각면의 가운데기둥이 생략되고, 지붕돌의 받침이 얇아져 퇴화된 수법을 보여주는데, 이는 통일신라에서 고려로 시대가 바뀌면서 일부 양식이 지방화되는 과정에서 나타난 현상으로 보인다. 이러한 점들을 통해 이 탑은 고려 전기의 작품으로 추측된다.

## 같이 보기
- 천관사

## 참고 자료
- 장흥 천관사 삼층석탑 - 국가유산청 국가유산포털